# Чемпіонат світу з трекових велоперегонів 2019
Чемпіонат світу з трекових велоперегонів 2019 проходив з 27 лютого по 3 березня 2019 року в Прушкуві на BGŻ Arena. Всього у змагання взяли участь 392 спортсмени з 40 країни, які розіграли 20 комплектів нагород — по 10 у чоловіків та жінок.

## Медалісти

### Чоловіки
| Дисципліна                         | Золото                                                                                       | Срібло                                                                                   | Бронза                                                                                              |
| Спринт                             | Гаррі Лаврейсен                                                                              | Джефрі Хогланд                                                                           | Матеуш Рудик                                                                                        |
| Гіт (1 км)                         | Квентін Лафарг (1:00.029)                                                                    | Тео Бос (1:00.388)                                                                       | Мікаель Д'Алмейда (1:00.826)                                                                        |
| Індивідуальна гонка переслідування | Філіппо Ганна (4:07.992)                                                                     | Доменік Вайнштайн (4:12.571)                                                             | Давіде Плебані (4:14.572)                                                                           |
| Командна гонка переслідування      | Австралія Сем Велсфорд Келланд О'Браєн Лей Говард Александер Портер Камерон Скотт (3:48.012) | Велика Британія Етан Гейтер Едвард Кленсі Кіан Емаді Чарлі Танфілд Олівер Вуд (3:50.810) | Данія Ніклас Ларсен Лассе Норман Гансен Расмус Педерсен Каспер фон Фолсаш Юліус Йогансен (3:51.804) |
| Командний спринт                   | Нідерланди Рой ван ден Берг Гаррі Лаврейсен Маттейс Бюхлі Джефрі Хогланд (41.923)            | Франція Грегорі Боже Себастьєн Віж'є Квентін Лафарг Мікаель Д'Алмейда (42.889)           | Росія Денис Дмітрієв Олександр Шарапов Павло Якушевський (43.115)                                   |
| Кейрін                             | Маттейс Бюхлі                                                                                | Юдай Нітта                                                                               | Штефан Бьоттіхер                                                                                    |
| Скретч                             | Сем Велсфорд                                                                                 | Рой Ефтінг                                                                               | Томас Секстон                                                                                       |
| Гонка за очками                    | Ян-Віллем ван Шіп (104)                                                                      | Себастьян Мора (76)                                                                      | Марк Дауні (67)                                                                                     |
| Медісон                            | Німеччина Роґер Клюґе Тео Рейнхардт (105)                                                    | Данія Лассе Норман Гансен Каспер фон Фольсах (84)                                        | Бельгія Кенні де Кетеле Роббі Гіс (82)                                                              |
| Омніум                             | Кемпбелл Стюарт (137)                                                                        | Бенжамін Тома (119)                                                                      | Етан Гейтер (118)                                                                                   |

- Спортсмени, виділені курсивом, брали участь у чемпіонаті, але не змагались у фіналі.

### Жінки
| Дисципліна                         | Золото                                                                                         | Срібло                                                                           | Бронза                                                                                               |
| Спринт                             | Лі Хвейші                                                                                      | Стефані Мортон                                                                   | Матільда Грос                                                                                        |
| Гіт (500 м)                        | Дар'я Шмельова (33.012)                                                                        | Олена Старікова (33.307)                                                         | Каарле Маккалох (33.419)                                                                             |
| Індивідуальна гонка переслідування | Ешлі Анкудінов (3:25.971)                                                                      | Ліза Бреннауер (3:29.24)                                                         | Ліза Кляйн (3:29.473)                                                                                |
| Командна гонка переслідування      | Австралія Аннетт Едмондсон Ешлі Анкудінов Джорджія Бейкер Емі Кьюр Александра Менлі (4:14.333) | Велика Британія Лора Кенні Кеті Арчибальд Елінор Баркер Еллі Дікінсон (4:14.537) | Нова Зеландія Кірсті Джеймс Холлі Едмондстон Брайоні Бота Мікаела Драммонд Рашлі Бьюкенен (4:16.479) |
| Командний спринт                   | Австралія Каарле Маккалох Стефані Мортон (32.255)                                              | Росія Дарія Шмельова Анастасія Войнова (32.591)                                  | Німеччина Міріам Вельте Емма Гінце (32.789)                                                          |
| Кейрін                             | Лі Хвейші                                                                                      | Каарле Маккалох                                                                  | Дарія Шмельова                                                                                       |
| Скретч                             | Елінор Баркер                                                                                  | Кірстен Вілд                                                                     | Жольєн Д'Ор                                                                                          |
| Гонка за очками                    | Александра Менлі (29)                                                                          | Лідія Бойлен (28)                                                                | Кірстен Вілд (26)                                                                                    |
| Медісон                            | Нідерланди Кірстен Вілд Емі Пітерс (33)                                                        | Австралія Джорджія Бейкер Емі Кьюр (31)                                          | Данія Амалія Дідеріксен Джулі Лет (24)                                                               |
| Омніум                             | Кірстен Вілд (117)                                                                             | Летиція Патерностер (115)                                                        | Дженіфер Валенте (106)                                                                               |

## Загальний медальний залік
| Місце  | Країна          | Золото | Срібло | Бронза | Загалом |
| ------ | --------------- | ------ | ------ | ------ | ------- |
| 1      | Нідерланди      | 6      | 4      | 1      | 11      |
| 2      | Австралія       | 6      | 3      | 1      | 10      |
| 3      | Гонконг         | 2      |        |        | 2       |
| 4      | Німеччина       | 1      | 2      | 3      | 6       |
| 5      | Франція         | 1      | 2      | 2      | 5       |
| 6      | Велика Британія | 1      | 2      | 1      | 4       |
| 7      | Росія           | 1      | 1      | 2      | 4       |
| 8      | Італія          | 1      | 1      | 1      | 3       |
| 9      | Нова Зеландія   | 1      |        | 2      | 3       |
| 10     | Данія           |        | 1      | 2      | 3       |
| 11     | Ірландія        |        | 1      | 1      | 2       |
| 12     | Іспанія         |        | 1      |        | 1       |
| 12     | Україна         |        | 1      |        | 1       |
| 12     | Японія          |        | 1      |        | 1       |
| 15     | Бельгія         |        |        | 2      | 2       |
| 16     | Польща          |        |        | 1      | 1       |
| 16     | США             |        |        | 1      | 1       |
| Всього | Всього          | 20     | 20     | 20     | 60      |

## Україна на чемпіонаті
Україну на чемпіонаті представляло 11 спортсменів:
- Любов Басова у індивідуальному та командному спринті, кейріні;
- Роман Гладиш у командній гонці переслідування та скретчі;
- Віталій Гринів у командній гонці переслідування, скретчі та гонці за очками;
- Оксана Клячіна у командній гонці переслідування, медісоні та гонці за очками;
- Тетяна Клімченко у командній гонці переслідування;
- Валерія Кононенко у командній гонці переслідування;
- Тимур Малєєв у командній гонці переслідування;
- Анна Нагірна у командній гонці переслідування та медісоні;
- Ганна Соловей у командній гонці переслідування, гонці за очками та медісоні;
- Олена Старікова у індивідуальному та командному спринті, гіті;
- Владислав Щербань у командній гонці переслідування.